# بخش ریچموند، شهرستان اشتابولا، اوهایو
بخش ریچموند (به انگلیسی: Richmond Township) یک منطقهٔ مسکونی در ایالات متحده آمریکا است که در شهرستان آشتابولا، اوهایو واقع شده‌است.
 بخش ریچموند ۶۶٫۳ کیلومتر مربع مساحت و ۹۳۸ نفر جمعیت دارد و ۳۱۱ متر بالاتر از سطح دریا واقع شده‌است.